# Summer Sun
Summer Sun är ett musikalbum av Yo La Tengo, utgivet 2003.

## Låtlista
1. "Beach Party Tonight"
2. "Little Eyes"
3. "Nothing But You and Me"
4. "Season of the Shark"
5. "Today Is the Day"
6. "Tiny Birds"
7. "How To Make A Baby Elephant Float"
8. "Georgia vs. Yo La Tengo"
9. "Don't Have to Be So Sad"
10. "Winter a Go-Go"
11. "Moonrock Mambo"
12. "Let's Be Still"
13. "Take Care" (Big Starcover)